# Duell vor Sonnenuntergang
Duell vor Sonnenuntergang ist ein deutscher Western, den Leopold Lahola 1965 inszenierte. Erstaufführung war am 17. September 1965. Alternativtitel ist Blaue Augen, schneller Colt.

## Handlung
1890, in Arizona. Larry McGow ist endlich erwachsen. Er darf den Viehtreck seines Vaters bis zum Pass führen, dort soll ihn sein älterer Bruder Don, in dessen Schatten er steht, übernehmen. Don, der sich dort eines Angriffs des Banditen Smokey Jim erwehrt hat, tut das auch. Larry fühlt sich zurückgesetzt; sein brennender Ehrgeiz bringt ihn dazu, Hass zu entwickeln, den Treck zu verlassen und davonzureiten. Don übergibt Vorarbeiter Quents die Herde und reitet zu seinem Vater.
Als die beiden erfahren, dass die Herde gestohlen und Quents erschossen wurde, macht sich Don auf die Suche nach den Verbrechern. Bald begleitet ihn der kleine Ganove Punch und seine Freundin Nancy. Sie geraten auf die Fährte des Banditenchefs Angel Kid, der in jüngerer Zeit die Gegend mit Schrecken überzieht. In Befürchtung, dieser könne auch Larry umgebracht haben, verstärken sie ihre Suche. Als sich Don und der Banditenchef Angel Kid gegenüberstehen, muss Don erkennen, dass er sich mit seinem eigenen Bruder schießen muss. Als es zum Duell kommt, schießt Don ihm die Waffe aus der Hand, um ihn kampfunfähig zu machen; sein gleichzeitig schießender Vater trifft Angel Kid tödlich.

## Kritik
„Mäßig spannender Eurowestern mit üblichem Härtegrad.“

„Der Film überzeugt nicht, obwohl Regisseur Lahola sichtlich bemüht war, seiner Geschichte Niveau zu verschaffen. Aber die pathetischen Auswüchse rechtfertigen in keiner Weise die simple Konstruktion. Darüber hinaus fehlt es der Handlung an Pfiff und Tempo, den Charakteren an innerer Spannung. Auch wirkt Peter van Eyck als Westerner unglaubhaft. Gut gelungen sind dagegen die Landschaftsaufnahmen aus Jugoslawien.“

Joe Hembus’ Urteil war hart: „Wahnsinnsvorstellungen eines europäischen Intellektuellen von einem edlen Western. Die Story ist größtenteils bei Duell im Morgengrauen geklaut; Wolfgang Kieling grimassiert ganz schauderhaft.“

## Synchronisation
In der deutschen Fassung wird Mario Girotti alias Terence Hill erstmals von Thomas Danneberg synchronisiert. Die meisten deutschsprachigen Darsteller sprachen sich selbst.
| Darsteller            | Rolle        | Synchronsprecher        |
| --------------------- | ------------ | ----------------------- |
| Peter van Eyck        | Don McGow    | Peter van Eyck          |
| Carole Gray           | Nancy Parker | Uta Hallant             |
| Wolfgang Kieling      | Punch Parker | Wolfgang Kieling        |
| Mario Girotti         | Larry McGow  | Thomas Danneberg        |
| Todd Martin           | Smokey Jim   | Jürgen Thormann         |
| Giacomo Rossi Stuart  | Quent        | Gert Günther Hoffmann   |
| Demeter Bitenc        | Mack         | Arnold Marquis          |
| Kurt Heintel          | Sheriff      | Friedrich W. Bauschulte |
| Jan Hendriks          | Lord         | Jan Hendriks            |
| Carl Lange            | Pastor       | Curt Ackermann          |
| Walter Barnes         | Pa McGow     | Eduard Wandrey          |
| Klaus Dahlen          | Babyface     | Klaus Dahlen            |
| Slobodan Dimitrijević | Rancher      | N. N.                   |